# Поза-Ріка – Тула (трубопровід для ЗНГ)
Трубопровід Поза-Ріка — Тула — один із мексиканських трубопроводів для транспортування зрідженого нафтового газу (ЗНГ).
ЗНГ є поширеним видом палива у Мексиці, який активно використовується для автомобільного транспорту та у побутовому секторі. Враховуючи, що країна в другій половині 20 століття стала одним з провідних виробників нафти у світі, традиційно більшість потреб покривалась за рахунок власного видобутку. Втім, на початку 21 століття все більше значення набуває імпорт ЗНГ, в першу чергу із США, що активно нарощують його виробництво в процесі «сланцевої революції».
Для транспортування ЗНГ створено ряд трубопровідних систем, в тому числі Поза-Ріка — Тула. Вона з'єднує газопереробний завод у  Поза-Ріка на півночі штату Веракрус та розташований на узбережжі Мексиканської затоки імпортний термінал Tuxpan із споживачами у центральній частині країни, де трубопровід під'єднується до нафтопереробного заводу та розподільчого терміналу в Тула, поблизу столиці країни Мехіко. На терміналі Тула ЗНГ змішується з продуктом, доставленим сюди по трубопроводу Чіапас-Гвадалахара та газами згаданого вище НПЗ.
Довжина трубопроводу від Поза-Ріка до Тула 251 км, крім того для під'єднання терміналу Tuxpan прокладене 73-кілометрове відгалуження. Діаметр системи 250 мм, для обслуговування її роботи споруджено 4 насосні станції.